# Kochłowice (Opole)
Kochłowice [pronunciación en polaco: /kɔxwɔˈvit͡sɛ/] (en alemán: Kochelsdorf) es un pueblo ubicado en el distrito administrativo de Gmina Byczyna, dentro del Condado de Kluczbork, Voivodato de Opole, en el sur de Polonia occidental. Se encuentra aproximadamente a 5 kilómetros al suroeste de Byczyna, a 12 kilómetros al norte de Kluczbork, y a 50 kilómetros al norte de la capital regional Opole.

## Residentes notables
- Andreas von Aulock (1893–1968), agente.